# Ватинский Ёган
Ватинский Ёган — река в России, протекает по центральной части Западно-Сибирской равнины. Правый приток Оби.
Течёт по территории Ханты-Мансийского автономного округа. Длина — 593 км, площадь бассейна — 3190 км². Исток на южном склоне Аганского Увала, течёт среди заболоченной тайги. Питание преимущественно снеговое.
В нижнем течении по долине реки проходит железнодорожная ветка Лангепас — Нижневартовск.
В бассейне реки расположены крупные месторождения нефти и газа.

## Бассейн
- 53 км Кыртыпъях 87 км
  - 20 км Нинъёган 55 км
    - 28 км Ай-Нинъёган 28 км

  - 53 км Ай-Кыртыпъях 16 км
  - 64 км Окунёвая 14 км
- 195 км Ершовая Речка 20 км
- 236 км: Куйёган 17 км
- Сартъёган
- 241 км Юхъёган 40 км
- 556 км Каттойёган 24 км

## Данные водного реестра
По данным государственного водного реестра России относится к Верхнеобскому бассейновому округу, водохозяйственный участок реки — Обь от впадения реки Вах до города Нефтеюганск, речной подбассейн реки — Обь ниже Ваха до впадения Иртыша. Речной бассейн реки — (Верхняя) Обь до впадения Иртыша.